# 河井浩
河井 浩（かわい ゆたか）は、日本の実業家。横浜護謨製造（現在の横浜ゴム）初代社長。

## 人物・経歴
1873年生まれ。長門国萩町（現在の山口県萩市）出身。1896年に高等商業学校（現在の一橋大学）卒業後、東京製絨取締役、横浜電線製造（現在の古河電気工業）取締役、横浜護謨製造専務取締役を経て、1918年横浜護謨製造監査役。1920年から中島久万吉会長の下、新設された横浜護謨製造社長を務め、ベルト、ホース、パッキングなどの本格製造化を進めるなどした。また1928年三菱銀行のはたらきで森永への融資と共に森永食品工業に入社した。森永煉乳株式会社（現在の森永乳業株式会社）専務取締役を努め、経営を担当し再建に尽力した。その後戦時中の企業統制により乳業部門を統合、それに伴い1941年北海道公農公社（現雪印メグミルク）の初代取締役に就任した。1958年死去。息子に河井 洋一（旭電化工業株式会社（現株式会社ADEKA）元社長、会長）がいる。